# Jean de Luxembourg-Ligny
Pour les articles homonymes, voir Jean de Luxembourg.
Jean de Luxembourg-Ligny (v. 1342-1373) est un prélat du XIVe siècle.
Il était fils de Jean Ier de Luxembourg-Ligny, comte de Ligny, et d'Adélaïde de Flandre, comme le prouve le nouvel éditeur de Nicolaus Serarius,, et non pas, ainsi que plusieurs l'assurent, de Wenceslas comte de Luxembourg, frère de l'empereur Charles IV.
Il fut transféré de l'évêché de Strasbourg, sur le siège de Mayence, dans le mois de mai 1371, par les soins du pape Grégoire XI, après que Cunon II de Falkenstein, archevêque de Trèves élu par le chapitre de Mayence, eut renoncé à ce siège. Ce fut l'empereur Charles IV qui procura la translation de l'évêque Jean dont il était parent. Le nouvel archevêque, vers la fin de février de l'an 1372, fit son entrée dans Mayence, où il fut très honorablement reçu. Mais, l'année suivante, une mort, que quelques-uns regardèrent comme l'effet du poison, l'enleva, le 4 avril, à Eltville, ou Eltfeld, d'où son corps fut transporté an monastère d'Erbach, pour y être inhumé. Latomus dit de lui (p. 538) : Princeps oultus tenuslate et corporis statura conspiçuus, maribus lenis et simplex, qui potiùs regeretur quam regeret.
Son nom vient du fait qu'il était un descendant de 4ème génération de Henri V, comte de Luxembourg, appartenant à la branche française de la maison de Luxembourg.